# Partit Comunista de Moldàvia
El Partit Comunista de Moldàvia (en romanès, Partidul Comunist al Moldovei, PCM; Партидул Комунист ал Молдовей) va ser un dels catorze partits comunistes locals que formaven el Partit Comunista de la Unió Soviètica fins a la caiguda de la Unió Soviètica, el 1991. De fet, el PCM va actuar a nivell local com el PCUS a la República Socialista Soviètica de Moldàvia des del 1940 fins al 1991. Durant aquest temps, excepte el període de l'ocupació per les potències de l'Eix, del 1941 al 1944, va ser l'únic partit polític legal a la república. Va ser prohibit pel govern l'agost del 1991, just després que Moldàvia va declarar la independència.
Després que el Partit Comunista va ser legalitzat de nou pel Parlament de Moldàvia, el 7 de setembre de 1993, el PCM va renéixer com a Partit dels Comunistes de la República de Moldàvia, que es va convertir en el partit governant a Moldàvia des de les eleccions legislatives moldaves de 2001.

## Primers secretaris
| Nom             | Des de              | Fins                |
| --------------- | ------------------- | ------------------- |
| Piotr Borodin   | 15 d'agost 1940     | 11 de febrer 1942   |
| Nikita Salogor  | 13 de febrer 1942   | 5 de gener 1946     |
| Nicolae Coval   | 5 de gener 1946     | 3 de novembre 1950  |
| Leonid Bréjnev  | 3 de novembre 1950  | 16 d'abril 1952     |
| Dimitri Gladki  | 16 d'abril 1952     | 7 de febrer 1954    |
| Zinovie Serdiuk | 8 de febrer 1954    | 29 de maig 1961     |
| Ivan Bodiul     | 29 de maig 1961     | 30 de desembre 1981 |
| Semion Grossu   | 30 de desembre 1981 | 16 de novembre 1989 |
| Petru Lucinschi | 16 de novembre 1989 | 4 de febrer 1991    |
| Grigore Eremei  | 4 de febrer 1991    | agost 1991          |